# Johann Heinrich Werdmüller

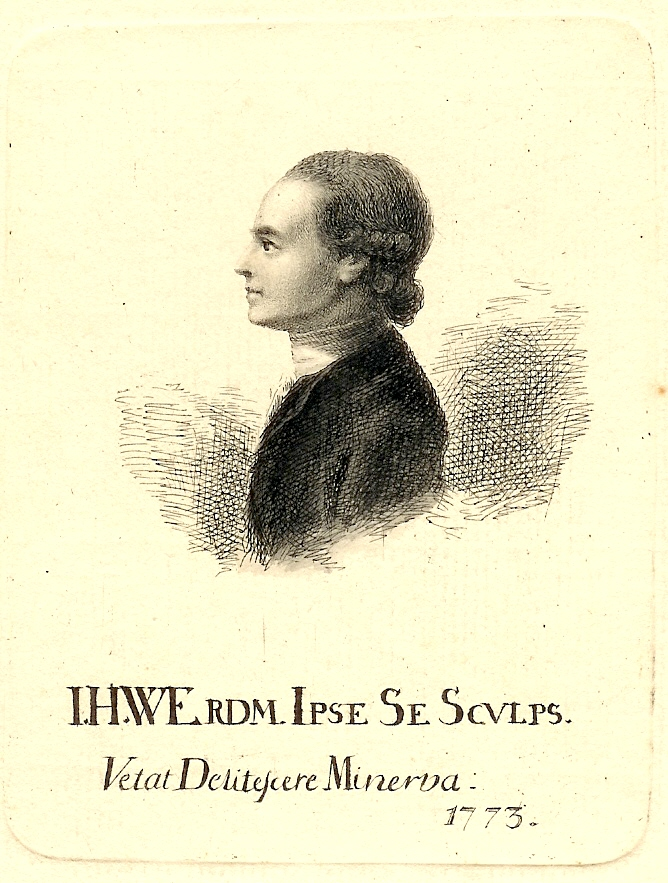
Johann Heinrich Werdmüller 1742–1814, eigenhändiger Kupferstich

Johann Heinrich Werdmüller (* 1742 in Jonen; † September 1814 in Zürich) war ein Schweizer Maler, Zeichner, Radierer und Schriftsteller.

## Leben
Johann Heinrich Werdmüller wurde 1742 im aargauischen Jonen geboren. Er war ein Sohn des Schuhmachers Jakob Ferdinand Werdmüller. Zunächst war er dazu bestimmt, Geistlicher zu werden. Er verkaufte jedoch 1767 Medulle, Schulbücher und den langen Mantel und beschloss Maler zu werden. Als Künstler hatte er zunächst wenig Erfolg. Ab Mitte der 1770er Jahre wurde er durch Johann Kaspar Lavater und durch seinen Freund Johann Heinrich Füssli gefördert. Grosse Erfolge und Aufträge waren ihm nicht vergönnt. Er galt als Mann der vielen „Halbkenntnisse“. Ab 1793 publizierte er Schriften unter anderem zur Kunsttheorie und zur politischen Lage. Johann Heinrich Werdmüller galt als verschroben und als politischer Autor nicht konsensfähig. Dadurch geriet er in seinen späteren Lebensjahren in missliche finanzielle Verhältnisse. Eine der letzten Aufzeichnung über ihn findet sich im  Bürgeretat von 1813. Dort ist er als Johann Heinrich Werdmüller, Obmann der  Maler und Pfründer zu St. Jakob aufgeführt. Nach dem Zürcherischen Wochenblatt verstarb er Anfang September 1814.

## Werk
Johann Heinrich Werdmüller hat kein breites künstlerisches Werk hinterlassen. Bekannter wurden lediglich sein kleines Selbstporträt von 1773 und eine kleine Radierung des toggenburgischen Obmanns Johann Rudolf Nabholz. Von Werdmüller wurden einige Exlibris gestochen. Nach seinen Zeichnungen entstanden etliche Portraits für Lavaters Physiognomische Fragmente. An Gemälden ist lediglich eine Kopie des Ölportraits des Zürcher Arztes Hans Caspar Hirzel im Gleimhaus in Halberstadt bekannt. Ein beschriebenes Portrait des Johann Heinrich Pestalozzi durch Johann Heinrich Werdmüller ist nicht zuordnungsbar.

## Schriften
- Der Flach-Mahler zum Vortheil des Kunden. Näf, Zürich 1793.
- Gespraech im Reiche der Todten, zwischen Grenadierhauptmann Leonhard Denzler von Zuerich, und Hauptmann Heinrich Freyenmuth von da : ein Traum am 4ten Julius 1799. Zürich 1799.
- Ein Wort an seine Mitbürger bey Gelegenheit der neulichen Berichtserstattung unsrer Munizipalität, wegen unsers Gemeindewesens, und über das Wesentlichste des Inhalts derselben. Zürich 1799.
- Johann Heinrich Werdmüller, Matthias Stumpf: Phönix in Helvetien, am Ende des XVIII. Jahrhunderts : Ein Diskurs zu Zürich im Junius 1800 : Der Eintracht gewidmet. Zürich 1800.
- Bemerkungen ueber Herrn Pfarrer [Johann Jakob] Schweizers zu Embrach Vorschlaege zur Rettung des Vaterlandes. Waser, Zürich 1800.
- Die Dolle mit den geborgten Pfaufedern : oder: Das Wort des B. Distriktsrichter Johannes Morf von Ryken ans Publikum, über den Prozess des B. Pfarrer Schweizers von Embrach : beym Lichte betrachtet. Zürich 1801.
- Merkwürdigkeiten der Stadt und Landschaft Zürich. Näf, Zürich 1802.
- Encyclopädie der Perspektive. Näf, Zürich 1811.